# Jean-Pierre Monseré
Jean-Pierre "Jempi" Monseré (Roeselare, 8 september 1948 – Lille, 15 maart 1971) was een Belgisch wielrenner. Hij was actief als profrenner tussen 1969 en 1971 voor Flandria. In 1970 werd hij wereldkampioen wielrennen in Leicester. Hij overleed tijdens een kermiskoers van Retie in Lille.

## Carrière
Jean-Pierre Monseré bewees zichzelf in de jeugdcategorieën en bevestigde zijn uitzonderlijke kwaliteiten, waaronder zijn zelfdiscipline en zegehonger, zodra zijn profcarrière begon. Hij had daarbij veel te danken aan de sterke band met zijn (blinde) masseur Jacques Delva, die hem onder andere de elementaire asana's uit de yoga liet uitvoeren.

### Kinderjaren
Jean-Pierre was geen vlijtige leerling en voornamelijk bezig met de fiets. Op 14-jarige leeftijd verliet hij de schoolbanken, wat in die tijd niet abnormaal was. Door zijn energieke aard wilden zijn ouders hem inschrijven in een voetbalclub, eerst probeerde ze dit bij SK Roeselare. De club had echter geen interesse in hem, omwille van zijn tengere gestel. Hierdoor besloten de ouders hem in te schrijven bij De Club van Roeselare, waar hij onder meer samen speelde met Johny Thio. Hij werd opgesteld als verdediger, maar durfde door zijn atletisch vermogen vaker als aanvaller dan verdediger te spelen.
In andere duursporten blonk Jempi ook uit. Hoewel hij geen aangepast schoeisel had, nam hij deel aan een atletiekwedstrijd in het stadion in Roeselare. Hij eindigde op een derde plaats met een bronzen medaille en een uitbrander van zijn mama. Hij had immers besloten om deel te nemen op zijn kousen en daar bleef niet meer zoveel van over.

### Jeugdcategorieën

#### 1961
De jonge Jempi maakte zijn eerste wielerdebuut op een kermiskoers in het West-Vlaamse Lendelede. Hij was op dat moment nog geen 13 jaar oud. Zonder vaders goedkeuring en wat vleierij bij zijn mama, wist hij toch aan de start van de wielerwedstrijd te komen. Toen vader Achiel op een andere wedstrijd te horen kreeg dat de jonge Jempi ging debuteren in Lendelede snelde hij meteen naar daar om te aanschouwen hoe zijn jonge telg het opnam tegen jongens tot en met 15 jaar. Jempi wist hier een 3de plaats te bemachtigen. In 1961, zijn debuutjaar bij de onderbeginnelingen (categorie waar ook niet vergunninghouders aan konden deelnemen) behaalde hij nog enkele 2de en 3de plaatsen.

#### 1962
Op 30 september 1962 nam Jempi deel aan een wielerwedstrijd te Kachtem. In het begin van deze wedstrijd zou de jongeman meteen op achtervolgen aangewezen worden door een lekke band. Met behulp van een toevallig voorbijrijdende bromfiets wist Jempi opnieuw aansluiting te vinden met het peloton. In de eindsprint was hij de concurrentie te snel af en won hij zijn eerste wedstrijd. Maar door het stayeren achter de bromfiets zou hij gedeclasseerd worden.

#### 1963
Zijn eerste officiële overwinning behaalde hij op 7 juli 1963 tijdens de Sint-Elooisprijs te Ruddervoorde. Deze wedstrijd wist hij naar zijn hand te zetten en hij finishte met een voorsprong van maar liefst 7 minuten.

#### 1964
In 1964 werden er twee Belgische kampioenschappen voor onderbeginnelingen georganiseerd. De eerste ging door op 1 mei 1964 in Gullegem. Er waren die dag zodanig veel inschrijvingen dat de organisatie rugnummers tekortkwam. De meeste deelnemers viseerden de jonge Jempi zodanig dat de jongeman uit Roeselare het al snel op de heupen kreeg. Hij liet eerst enkele renners het hazenpad nemen waardoor het even leek dat hij onder de druk zou bezwijken. Op 3 ronden van het einde trok Jempi door. In een ruk zou hij op en over de leiders gaan en een voorsprong van een halve minuut uitbouwen. Zijn eerste Belgische titel was een feit.
Het tweede kampioenschap werd georganiseerd op 21 juli 1964 te Opgrimbie. Deze wedstrijd begon met een grote ronde gevolgd door enkele plaatselijke ronden. Waar iedereen dacht dat de uitslag op deze plaatselijke ronden zou beslist worden, bewees Jean-Pierre het tegendeel. Hij ging ervandoor tijdens de grote ronde en wist de wedstrijd te winnen met een voorsprong van 5 minuten en 20 seconden. Zijn tweede tricolore was een feit.
Naast de Belgische kampioenschappen nam hij onder meer ook deel aan wielerwedstrijden in Torhout, Bredene, Ingelmunster en Zedelgem waar hij eerste werd.
In augustus van het jaar 1964 werd dan ook beslist om de overstap te maken naar de nieuwelingencategorie en behaalde een eerste plaats tijdens wedstrijden in Roeselare en Hulste.

#### 1965

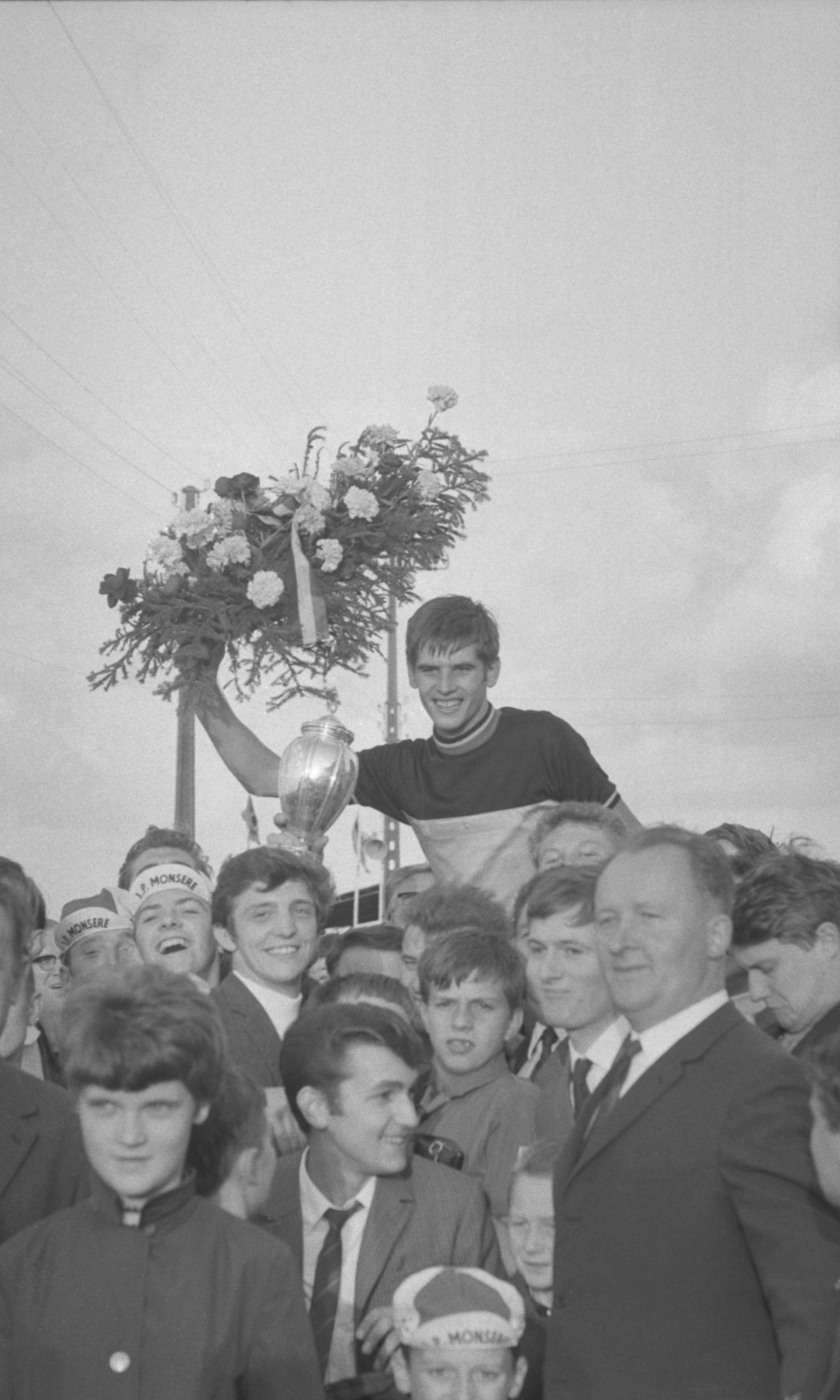
Jean-Pierre Monseré na overwinning in het Kampioenschap van België bij de amateurs, 1967 (fotograaf: Marcel Anckaert, collectie KOERS. Museum van de Wielersport)

In 1965 trad dokter Derluyn toe tot de staf van Jean-Pierre Monseré. Onder zijn begeleiding zal Jempi overgaan van de toenmalige populaire trainingsmethodes, bestaande uit ellenlange duurtrainingen, naar intervaltrainingen. Hierdoor moest er minder lang getraind worden en kon men dus meer rust inbouwen waardoor een renner veel meer recuperatie had.

#### 1966
Het kampioenschap van België voor junioren ging door op het motorcircuit van Mettet. Door het snelle circuit leek een ontsnapping weinig kans op slagen te hebben. Toch slaagden 4 renners er in om te ontsnappen: Tony Gakens, Julien Van Oostende, Roger De Vlaeminck en Jean Pierre Monseré. De energieke Monseré woekerde zodanig met zijn krachten door slag om slinger te demarreren. Dit verstoorde de samenwerking vooraan waardoor er nog enkele renners de aansluiting wisten te maken. Uiteindelijk zou de Limburger Jean Lindekens de overwinning halen voor Jean Pierre Monseré.Jean Pierre Monseré wist in 1966 Gent-Knokke en de Ronde van Vlaanderen (Merelbeke) te winnen.

#### 1967
Het eerste Nationale Kampioenschap bij de Amateurs te Nieuwerkerken (Oost-Vlaanderen). De twee favorieten voor de titel waren Roger De Vlaeminck en Jean Pierre Monseré. Hun rivaliteit kostte hen beiden de titel. Wanneer Jean-Pierre Monseré zijn ultieme demarrage plaatste, haalde zijn rivaal Roger De Vlaeminck hem terug en rolde zo de rode loper uit voor Valère Van Sweevelt.
Jean Pierre Monseré won ook nog De Elfstedenronde en Het Vlaams Kampioenschap te Sint-Kruis.

#### 1968
Het Belgisch kampioenschap wielrennen voor amateurs ging op 4 augustus 1968 door in Mettet. Door te gretig achter de vluchter Julien Van Oostende te gaan in de slotfase, ontbrak het de jonge Jean-Pierre Monseré nipt aan kracht om de nationale titel binnen te slepen. Hij eindigde voor het derde jaar op rij op een 2de plaats, achter Noël Vantyghem. Jean-Pierre behaalde op de piste van Roncourt de Belgische titel ploegenachtervolging. Hij werd dit jaar ook militair wegkampioen te Moorslede op het Belgisch Kampioenschap voor militairen, voor Emile Cambré en Willy Teirlinck die 3de werd.
Hij speelde ook een rol van betekenis tijdens de GP Peugeot een klimwedstrijd. De wedstrijd werd uitgezonden op de Franse televisie. Nog voor de wedstrijd had hij een afspraak gemaakt met zijn schoonbroer dat als hij zich goed voelde, hij een knipoog in de camera ging geven. En zo geschiedde: de jonge renner uit Roeselare die in zijn hele leven nog geen berg van dichtbij gezien had, knipoogde op een 20-tal kilometer van het einde naar de camera en stormde op de vluchters af. Uiteindelijk wist hij zijn medevluchters te kloppen in een eindspurt. Dit resultaat bezorgde hem een plek in de selectie voor de Olympische Spelen.
In Mexico behaalde hij een 6de plaats op de Olympische Spelen.

#### 1969
Door de overstap van Roger de Vlaeminck naar de profs had Jean-Pierre Monseré weinig concurrentie in 1969. Met als doel dit seizoen toch eens die 2de plaatsen op een Belgisch kampioenschap om te zetten in een gouden medaille. Maar ook ditmaal was er weer een renner die roet in het eten kwam gooien. Jempi moest de duimen leggen voor Raf Hooyberghs. Voor de vierde maal een 2de plaats. Datzelfde jaar won Jempi onder meer Omloop Het Volk (1 maart 1969), Omloop der Vlaamse Gewesten 11 mei 1969. en de Sterfinale  22 juni 1969. In zijn laatste Wereldkampioenschap bij de amateurs hoopte Monseré de wereldtitel te behalen in Brno (Tsjechoslovakijke). De Deen, Leif Mortensen, kroonde zich wereldkampioen. Monseré behaalde de zilveren medaille en Staf Van Roosbroeck brons.

### Profcarrière

#### 1969
Jean Pierre Monseré maakte zijn profdebuut op 2 september 1969. Tijdens de wedstrijd, Schaal Sels, die om exact 12 uur moest starten. Noch Roger De Vlaeminck noch Jean Pierre Monseré waren er te zien. De renners gaven de schuld aan de ploegleiding die deze doorschoof naar de organisatie. Ook het voorstel om na 10km koers in te pikken viel in slechte aarde bij de Belgische wielerbond. Zijn profdebuut zou dan maar twee dagen later plaatsvinden in Rummen tijdens de ‘Grote Prijs Georges Lassaut’, waar hij als 2de zou eindigen.
In de Italiaanse semiklassieker, de Coppa Agostoni, wist Monseré zich opnieuw naar een tweede plaats te rijden. In de Ronde van Lombardije van het jaar 1969 moest de neoprof Monseré enkel de duimen leggen voor de Nederlander Gerben Karstens. Karstens werd na afloop positief bevonden op het nemen van Amfetamines. Hierdoor werd Monseré als winnaar uitgeroepen.

#### 1970

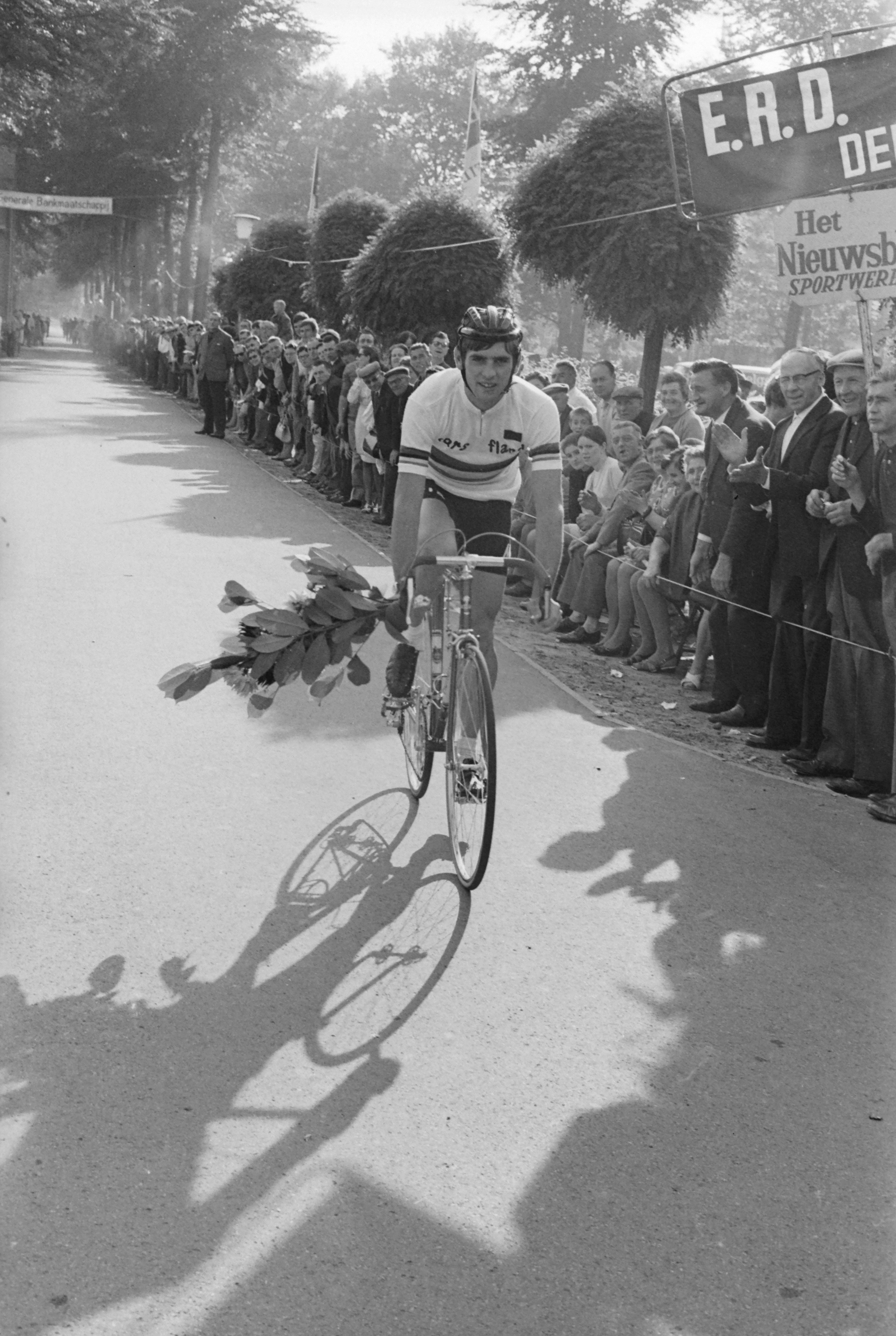
Jean-Pierre Monseré in de wereldkampioenentrui (1970-1971). (Collectie KOERS. Museum van de Wielersport)

Zondag 16 augustus 1970, het wereldkampioenschap te Leicester. Op 2 ronden voor het einde ontbindt de Italiaan Felice Gimondi zijn duivels. Hij kreeg Sylvain Vasseur mee om aan een aanvalsavontuur te beginnen. Op dat moment zocht Eddy Merckx zijn jonge landgenoot Monseré op en sprak de volgende woorden: 'als je wil winnen moet je naar Gimondi', en zo geschiedde. Monseré plaatste een nijdige demarrage, hierbij kreeg hij Mortensen, West en Rouxel mee. Eenmaal aangesloten bij de kop van de wedstrijd twijfelde Monseré geen seconde en nam meteen een deel van het kopwerk op zich. Op een kleine kilometer van de meet plaatste Monseré zijn 3de en laatste aanval, Gimondi kon deze niet pareren. Op 22-jarige leeftijd wist Monseré de regenboog te bemachtigen. De wereldtitel was een feit. In het seizoen 1970 wist Monseré ook nog de GP Victor Standaert te winnen te Ninove. 

#### 1971

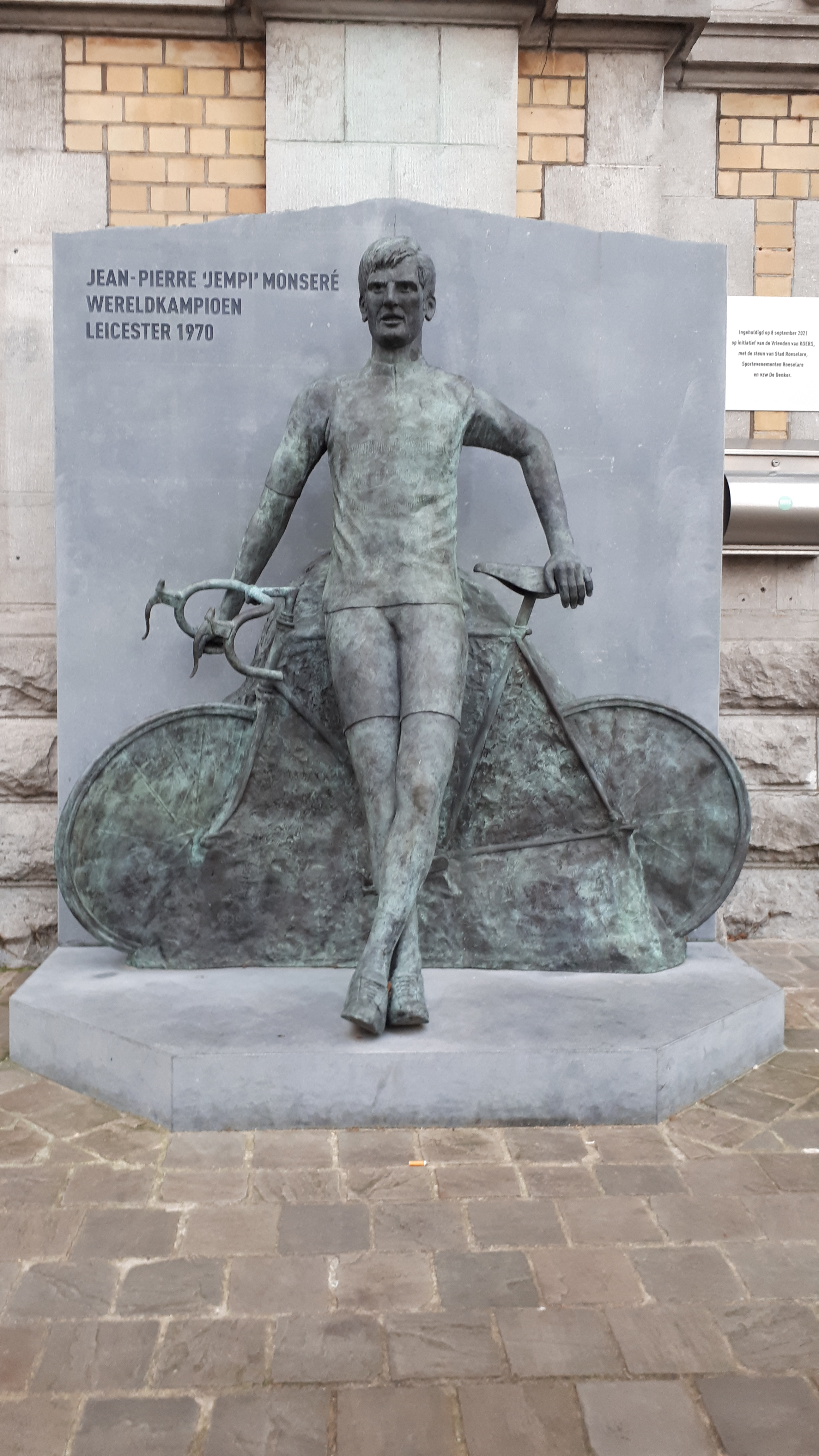
Standbeeld in Roeselare

Na een harde trainingswinter wist Monseré zich tot eindwinnaar van De Ronde van Andalusië te kronen. Binnen de ploeg zat er een haar in de boter tussen de kameraden De Vlaeminck en Monseré. Dit kwam tot uiting in de voorjaarskoersen waar Roger De Vlaeminck zowel in Kuurne als in Hulste de overwinning voor de neus van Monseré wegkaapte. De onderlinge onvrede werd gesterkt in de Elfstedenronde van Brugge.
Hierop werd beslist dat Noël Foré met de gebroeders De Vlaeminck en Monseré moest afreizen naar de kermiskoers in Retie (15/03/1971), met als doel de scherpe kantjes in de relatie tussen de vrienden eraf te werken. Jean-Pierre had weinig zin in de wedstrijd. Hij zag het eerder als een training voor Milaan - San Remo. Een doorgedreven training gingen ze er zeker van maken. Tijdens de grote ronde vormde zich een kopgroep met de gebroeders De Vlaeminck en Monseré. In Lille draaide de kopgroep de weg op, richting Gierle. De wind blies hier sterk in de rug waardoor het tempo meteen de hoogte in ging, na een kopbeurt ging Monseré achteraan de groep plaatsnemen. Op dat moment kwam er een zwarte Mercedes in tegengestelde richting zachtjes aangereden. De bestuurster van de wagen had geen idee dat er op dat moment een wedstrijd bezig was en door geblunder van de politie, rijkswacht en wedstrijdorganisatie waren er geen seingevers aanwezig om toekomend verkeer van de renners te scheiden. Monseré zag de wagen niet opduiken en reed op volle snelheid tegen de linkerflank van de wagen. Dokter Michielsen, die amper enkele honderden meters van de plaats van de val woonde, kwam meteen ter plaatse. Deze kon enkel de dood vaststellen van de wereldkampioen.
Enkele dagen later won Eddy Merckx Milaan-San Remo, waarbij hij zich in allerijl zo snel mogelijk weer naar België keerde om de bloemen die hij gewonnen had in San Remo op de kist van Monseré te leggen.

### Giovanni Monseré
Op 16 juli 1976, in de rustige omgeving van het Rumbeekse sterrenbos ging Giovanni (het zoontje van Jean-Pierre Monseré) rondfietsen met zijn neefje Tony. Toen hij de Sterrebosdreef opdraaide werd de zevenjarige Giovanni gevat door een aankomende wagen. Het jongetje, dat een wereldkampioenentruitje droeg op de fiets gekregen van Freddy Maertens, werd enkele meters weggeworpen. Giovanni werd in allerijl nog overgebracht naar het ziekenhuis in Roeselare, maar veel hulp kon niet meer baten, door de vele inwendige bloedingen was het bang afwachten hoe de situatie zou evolueren. Omstreeks drie uur in de daaropvolgende nacht zou Giovanni het leven laten. Giovanni ligt samen met zijn vader begraven in Beveren.

## Nagedachtenis

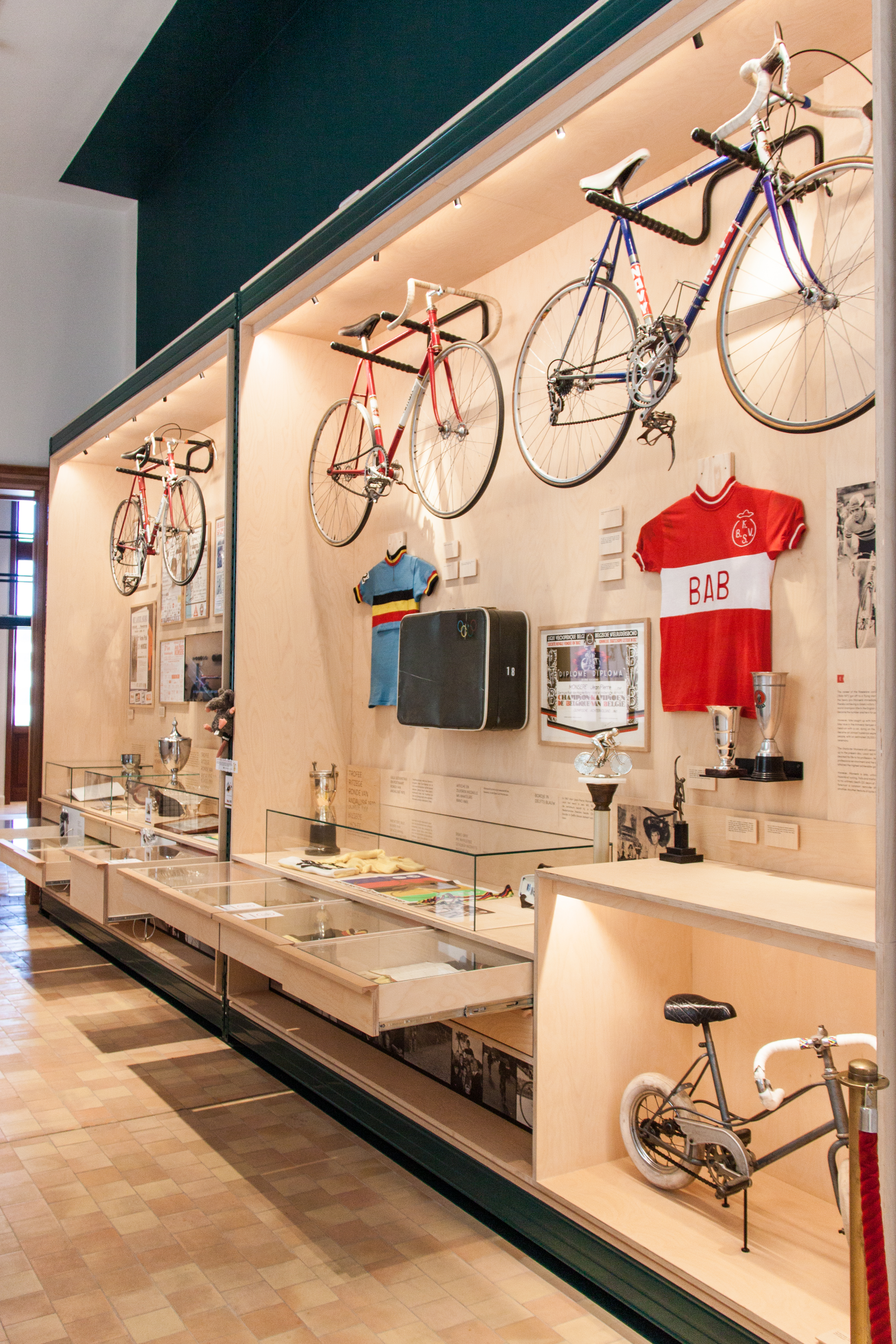
De Allez Jempi in KOERS. Museum van de Wielersport is gewijd aan Jean-Pierre Monseré.

Op de plaats van het ongeluk werd voor Monseré in 1972 een monument opgericht. Sinds zijn overlijden organiseert de Retiese Wielerclub "De Zonnestraal" de Grote Herdenkingsprijs Monseré ter gelegenheid van de kermis in september. Robbe De Hert maakte over Monseré de film De Dood van een sandwichman.
Tijdens een erfgoedproject van de stad Roeselare werd Monseré in 2013 als vijfde verkozen in de top 100 van "Het talent van Roeselare".
Op 30 november 2020 kondigden KOERS. Museum van de Wielersport, SASK Roeselare, Vrij Technisch Instituut Roeselare, Reusselare en BIE Midwest aan samen te werken om Reus Jempi te maken. Het geboortefeest van de reus is gepland voor maart 2021, 50 jaar na het overlijden van Jean-Pierre Monseré tijdens de kermiskoers in Retie. Freddy Maertens is de peter van de reus en Annie Victor, de weduwe van Jempi, Marie-Claire en Anita Monseré zijn de drie meters.

## Palmares

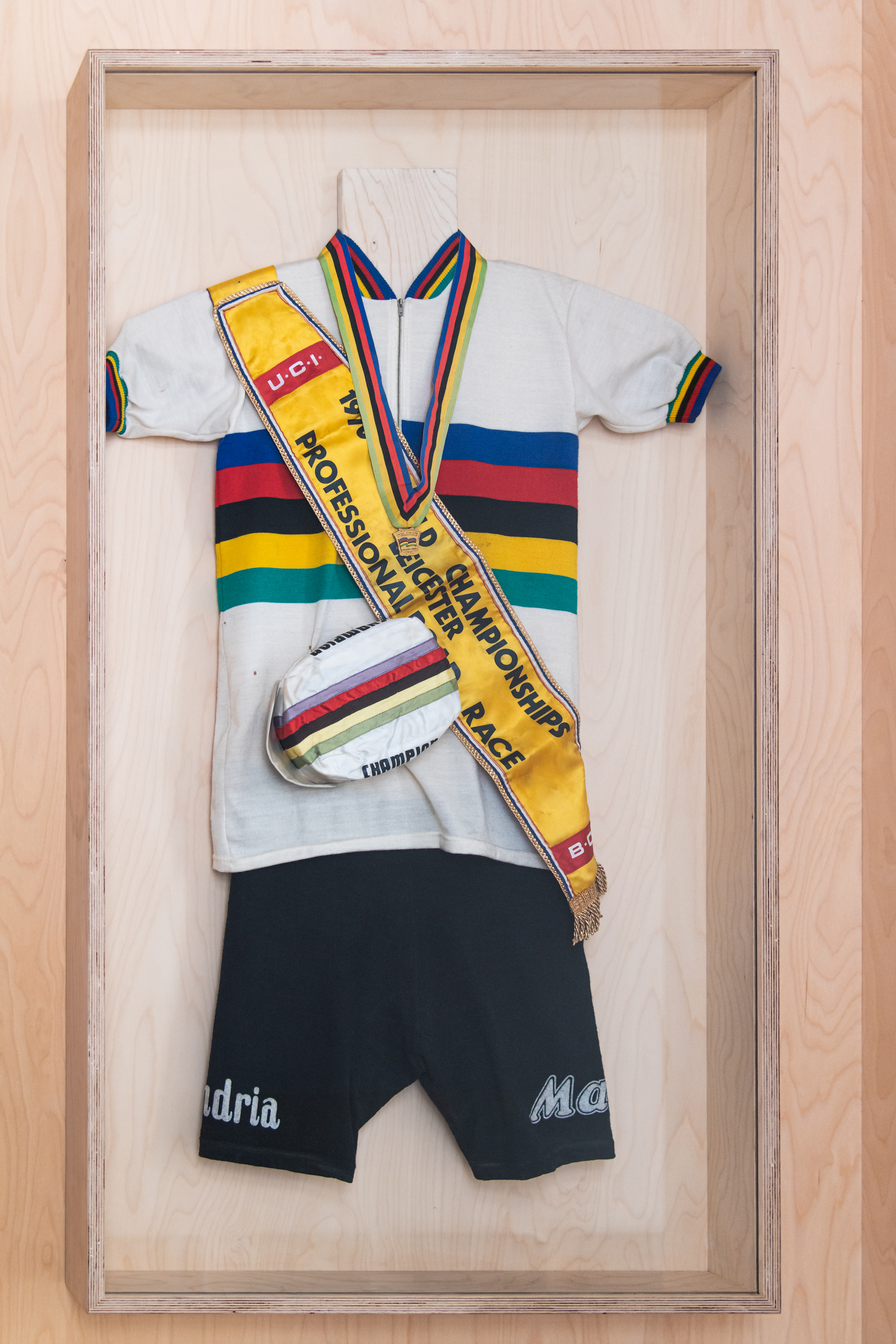
Uitrusting van Jean-Pierre Monseré als wereldkampioen, bestaande uit een zegelint, pet, medaille en regenboogtrui (collectie KOERS. Museum van de Wielersport)

### Belangrijkste overwinningen
1968 (amateur)
- Belgisch kampioenschap wielrennen voor militairen

1969
- Ronde van Lombardije

1970
- 2e etappe Ronde van Andalusië
- 4e etappe Ronde van Andalusië
- 1e etappe Parijs-Luxemburg
- Wereldkampioenschap op de weg

1971
- 1e etappe Ronde van Andalusië
- 3e etappe Ronde van Andalusië
- Eindklassement Ronde van Andalusië

### Belangrijkste ereplaatsen
- 2e Belgisch kampioenschap wielrennen voor junioren in 1966
- 2e Belgisch kampioenschap wielrennen voor elite zonder contract in 1967, 1968, 1969
- 6e Olympische wegwedstrijd in 1968
- 2e Wereldkampioenschap voor amateurs in 1969
- 3e Belgisch kampioenschap wielrennen voor elite in 1970

### Resultaten in voornaamste wedstrijden
| Jaar | Milaan-San Remo | Gent-Wevelgem | Ronde van Vlaanderen | Parijs-Roubaix | Ronde van Lombardije | E3 Harelbeke | Waalse Pijl |  | WK op de weg |  | Wereldranglijsten |
| ---- | --------------- | ------------- | -------------------- | -------------- | -------------------- | ------------ | ----------- |  | ------------ |  | ----------------- |
| 1969 |                 |               |                      |                | ↑                    |              |             |  |              |  | 13e (SPP)         |
| 1970 | 22e             | 8e            | 6e                   | 10e            |                      | 26e          | 8e          |  | ↑            |  | 6e (SPP)          |

- International Standard Name Identifier: 0000 0003 9688 448X
- Nederlandse Thesaurus van Auteursnamen: 073657409
- Virtual International Authority File: 291934477

Wielerploegen van Jean-Pierre Monseré
Blockx ·
Bodart ·
Campadelli ·
Capiau ·
Clauwaert ·
Coppens ·
Corneillie ·
Coulon ·
Crapez (vanaf 24/09) ·
G. David ·
W. David ·
De Block ·
De Boever ·
De Loof ·
De Pauw ·
E. De Vlaeminck ·
R. De Vlaeminck (vanaf 02/03) ·
De Winter (tot 01/06) ·
Dedeckere ·
Donie ·
Furnière ·
Germain (vanaf 17/02) ·
Gilmore ·
Godefroot ·
Gorez ·
Gosselin ·
Hemeryck ·
Holst ·
Houbrechts ·
Hutsebaut ·
Jarolewski ·
Leman ·
Lievens (vanaf 29/09) ·
Mahieu ·
Messelis ·
Monseré ·
Monteyne ·
Nassen ·
Ongenae (vanaf 28/07) ·
Thoma ·
Van Damme ·
Van de Vijver ·
Van Den Bempt (vanaf 01/04) ·
Van Den Berghe (vanaf 31/03) ·
Van Espen ·
Van Parijs (vanaf 30/09) ·
Vanclooster ·
Vande Moortel ·
Vandromme ·
Vanhoutte ·
Zwaenepoel (vanaf 18/08)
Beugels ·
Blockx ·
Bodart ·
Bravenboer (vanaf 01/08) ·
Clauwaert ·
Corneillie ·
Coulon ·
G. David ·
W. David ·
De Boever ·
De Loof ·
E. De Vlaeminck ·
R. De Vlaeminck ·
Devos (vanaf 01/08) ·
Dierickx ·
Dubois ·
Hemeryck ·
Hutsebaut ·
Leman ·
van Leeuwen (vanaf 01/08) ·
Lievens ·
Loevesijn ·
Loysch (vanaf 01/08) ·
Mahieu ·
Mendes (vanaf 01/03) ·
Meyhi ·
Monseré  ·
Nassen ·
Ongenae ·
Silva (vanaf 01/03) ·
Staes (vanaf 01/09) ·
Van Damme ·
Van de Vijver · 

Van der Slagmolen (vanaf 01/08) ·
Vanmarcke (vanaf 01/08) ·
Verplancke (vanaf 01/08) ·
Zoet ·
Zoetemelk
Baert (vanaf 01/03) ·
Bens (vanaf 25/08) ·
Bravenboer ·
Bruggeman (vanaf 25/08) ·
Claes (vanaf 04/02) ·
David ·
De Clercq ·
De Boever ·
De Muynck ·
E. De Vlaeminck ·
R. De Vlaeminck ·
Dedeckere ·
Demeyer (vanaf 15/09) ·
Devos ·
Dolman ·
P. In 't Ven ·
W. In 't Ven ·
Janssens ·
Knockaert (vanaf 27/05) ·
Leman ·
van Leeuwen ·
Lievens ·
Loysch ·
Monseré  (tot 15/03) ·
Müddemann ·
Nassen ·
Nuelant ·
Schütz ·
Spannagel (vanaf 05/08) ·
Staes ·
Tabak · 

Van Damme ·
Van De Wiele (vanaf 25/08) · 
Van der Slagmolen ·
Van Neste ·
Van Olmen (vanaf 25/08) ·
Vanmarcke ·
Verplancke ·
Zoetemelk